# 政務司司長
政務司司長（英語：Chief Secretary for Administration，縮寫為），是香港特別行政區政府總部的首長。在香港特別行政區政府中，地位僅次於行政長官的首席主要官員，由行政長官提名，報中華人民共和國國務院任命，其支援部門為政務司司長辦公室。
政務司司長現屬行政會議官守成員，也是可以署理行政長官職務的三名司長中最高级的一位。政務司司長休假時，會由政務司副司長署任。該職位為香港特區政府中人事變動最多的官員，自1997年香港主權移交至今已先後有8位不同人士出任。
政務司司長同時兼任扶貧委員會主席、青年發展委員會主席以及宪法及基本法推廣督導委員會主席。並需要兼香港特別行政區區議會資格審查委員會主席。
根据基本法第五十三條，政務司司長需在行政長官離港期間署理行政長官。

## 職責
- 就政策事務向行政長官提供意見，並協調涉及跨決策局的複雜政策事務
- 主持政策委員會，審議政府的政策和立法建議後提交行政會議討論
- 負責促進特區政府與立法會的關係，並制定政府立法議程
- 履行法例賦予的職能，包括處理上訴和某些公共機構的事宜，以及擔任多個重要諮詢委員會的主席[2]

## 歷史
政務司司長的職權源自香港殖民地時代的布政司（早期稱為輔政司，英文為Colonial Secretary，1976年8月27日改稱Chief Secretary），為香港政府首長、首席公務員、行政局及立法局當然議員，統領布政司署（早期稱為輔政司署）和全體政府公務員，輔助香港總督，執行香港總督會同行政局的決定。
1985年初設立副布政司，負責協調涉及兩個科或以上的事務，和處理有關政制、選舉等事務。副布政司的工作單位稱為副布政司辦公室。1989年，憲制事務科成立，副布政司改稱為憲制事務司，即現時政制及內地事務局的前身。
1997年7月1日香港特別行政區成立後，改名“政務司司長”，英文改稱“Chief Secretary for Administration”，大致沿襲布政司的職務，但政府首長之位由行政長官取代，亦不再是行政會議當然成員；布政司署則改稱政府總部。雖然根據《香港基本法》第60條，「......香港特別行政區政府設政務司、財政司、律政司和各局、處、署。」，但香港特區政府從無設「政務司」的部門或職位，而政務司司長的支援部門則名為「政務司司長辦公室」而非「政務司」，有別於律政司的設立。
2002年7月1日以前，政務司司長屬於政府公務員，為公務員中最高職位（D10薪級），各決策局長亦為其下屬，政治及行政地位在各局長之上。但時任行政長官董建華（1997年至2005年在任）推行高官問責制後，政務司司長成為政治任命官員，各局長改為直接向行政長官負責。有人認為，政務司司長職責减少，只是負責行政長官所指定的工作，沒有固定範疇，沒有行政長官的命令亦不可干涉各政策局，只是排名上和薪金比各局長高一些，曾被戲稱為沒有實權的「無兵司令」。
2005年6月，曾任政務司司長的曾蔭權上任新任行政長官，表明政務司司長將重新在政府擔任較重要的政治角色和職權。他在任期內恢復了各決策局局長向政務司司長匯報及負責的安排，並增設政治助理一職以協助其政治聯繫及公關工作。
2021年6月，李家超成為首位「武官」出身的政務司司長，被外界質疑香港特區政府是否在國安法時代下變成「警察政府」。

## 歷任首長

### 香港英治時期

#### 輔政司（1843－1976）
1. 麻恭（1843年6月27日－1844年5月9日）
  - 馬儒翰（署理）（1843年8月21日－1843年8月29日）（任內逝世）
2. 卜魯斯（1844年5月10日－1846年）
3. 威廉·堅（1846年－1854年4月12日）
4. 孖沙（1854年4月13日－1867年5月14日）
  - 巴爾（署理）（Henry John Ball）（1867年5月14日－1867年7月13日）
  - 史密士（署理）（1867年7月13日－1868年5月7日）
5. 柯士甸（1868年5月7日－1878年4月4日）
  - 裴樂士（署理）（J. M. Price）（1878年4月4日－1878年9月16日）
  - 查理士·梅理（署理）（1878年9月16日－1879年1月3日）
6. 馬師（1879年1月3日－1885年6月10日)
  - 史釗域（署理）（1885年6月10日 - 1887年10月5日）
7. 史釗域（1887年10月5日－1889年9月29日）（任內逝世）
  - 利斯特（署理）（Alfred Lister）（1889年10月7日－1890年1月17日）
8. 菲林明（1890年1月17日－1891年2月26日）
  - 田尼（署理）（1891年2月26日－1891年5月30日）
  - 古德曼（署理）（William Meigh Goodman）（1891年5月30日－1892年3月11日）
9. 柯布連（1892年3月11日－1894年4月30日）
  - 駱克（署理）（1894年4月30日－1895年3月26日）
10. 駱克（1895年3月26日 - 1902年4月23日）
  - 譚臣（署理）（1902年4月23日－1902年5月14日）
11. 梅含理（1902年5月14日－1910年4月30日）
  - 譚臣（署理）（1910年4月30日－1911年2月22日）
  - 金文泰（署理）（1911年2月22日－1911年6月7日)
12. 班士（Warren Delabere Barnes）（1911年6月7日－1911年10月28日）（任內逝世）
  - 蒲魯賢（署理）（1911年10月30日－1911年11月28日）
  - 金文泰（署理）（1911年11月28日－1912年2月2日）
13. 施勳（1912年2月2日－1925年11月14日）
  - 符烈槎（署理）（1925年11月14日－1926年1月9日）
  - 夏理德（署理）（Edwin Richard Hallifax）（1926年1月9日－1926年5月1日）
14. 修頓（1926年5月1日－1936年3月23日）
  - 那魯麟（署理）Ronald Arthur Charles North）（1936年3月23日－1936年8月25日）
  - 富勵士（署理）（1936年8月25日 - 1936年9月8日）
  - 那魯麟（署理）（1936年9月8日 - 1936年11月26日）
15. 史美（1936年11月26日 - 1941年12月8日）
16. 詹遜（1941年12月8日 - 1941年12月25日）
香港日治時期（1941年12月25日－1945年8月30日）
17. 麥道高（1946年5月1日 - 1949年5月）
  - 杜德（署理）（1946年6月－1947年1月）
18. 列誥（1949年5月16日－1952年2月）
  - 杜德（署理）（1952年2月）
19. 柏立基（1952年2月13日－1955年3月）
  - 侯士（署理）（Richard John Clyde Howes）(1955年4月－1955年4月）
20. 戴維德（1955年4月14日－1957年12月）
  - 白嘉時（署理）（1957年12月－1958年1月）
21. 白嘉時（1958年1月24日－1963年3月10日 ）
22. 戴斯德（1963年3月11日－1965年3月28日）
  - 韓美洵（署理）（Geoffrey Cadzow Hamilton）（1965年3月29日－1965年9月1日）
23. 祈濟時（1965年9月2日 －1969年1月22日）
  - 韓美洵（署理）（Geoffrey Cadzow Hamilton）（1969年1月23日－1969年3月27日）
24. 羅樂民（1969年3月28日－1973年9月29日）
25. 羅弼時（1973年9月30日－1976年8月26日[3]）

#### 布政司（1976－1997）
| 任 | 肖像   | 姓名     | 任期                          | 香港總督 |
| -- | ------ | -------- | ----------------------------- | -------- |
| 1  |        | 羅弼時   | 1976年8月27日－1978年10月2日  | 麥理浩   |
| 2  |        | 姬達     | 1978年10月3日－1981年11月19日 | 麥理浩   |
| 3  |        | 夏鼎基   | 1981年11月20日－1985年6月9日  | 麥理浩   |
| 3  | 尤德   | 夏鼎基   | 1981年11月20日－1985年6月9日  |          |
| 4  |        | 鍾逸傑   | 1985年6月10日－1987年2月11日  |          |
| 5  |        | 霍德     | 1987年2月12日－1993年11月28日 | 衛奕信   |
| 5  | 彭定康 | 霍德     | 1987年2月12日－1993年11月28日 |          |
| 6  |        | 陳方安生 | 1993年11月29日－1997年6月30日 |          |

### 香港特區時期

#### 政務司司長 （1997－）
| 任   | 肖像                         | 姓名     | 任期                         | 行政長官       |
| ---- | ---------------------------- | -------- | ---------------------------- | -------------- |
| 1    |                              | 陳方安生 | 1997年7月1日－2001年4月30日  | 董建華         |
| 2    |                              | 曾蔭權   | 2001年5月1日－2005年5月25日  | 董建華         |
| 署任 |                              | 孫明揚   | 2005年5月25日－2005年6月30日 | 唐英年（署任） |
| 3    |                              | 許仕仁   | 2005年7月1日－2007年6月30日  | 曾蔭權         |
| 4    |                              | 唐英年   | 2007年7月1日－2011年9月30日  | 曾蔭權         |
| 署任 |                              | 孫明揚   | 2011年9月28日－2011年9月30日 | 曾蔭權         |
| 5    |                              | 林瑞麟   | 2011年9月30日－2012年6月30日 | 曾蔭權         |
| 6    |                              | 林鄭月娥 | 2012年7月1日－2017年1月16日  | 梁振英         |
| 署任 |                              | 張建宗   | 2017年1月13日－2017年1月16日 | 梁振英         |
| 7    | 2017年1月16日－2021年6月25日 | 張建宗   |                              | 梁振英         |
| 7    | 2017年1月16日－2021年6月25日 | 張建宗   | 林鄭月娥                     |                |
| 8    |                              | 李家超   | 2021年6月25日－2022年4月7日  |                |
| 懸空 | 懸空                         | 懸空     | 2022年4月7日－2022年6月30日  |                |
| 9    |                              | 陳國基   | 2022年7月1日－               | 李家超         |

## 福利及待遇

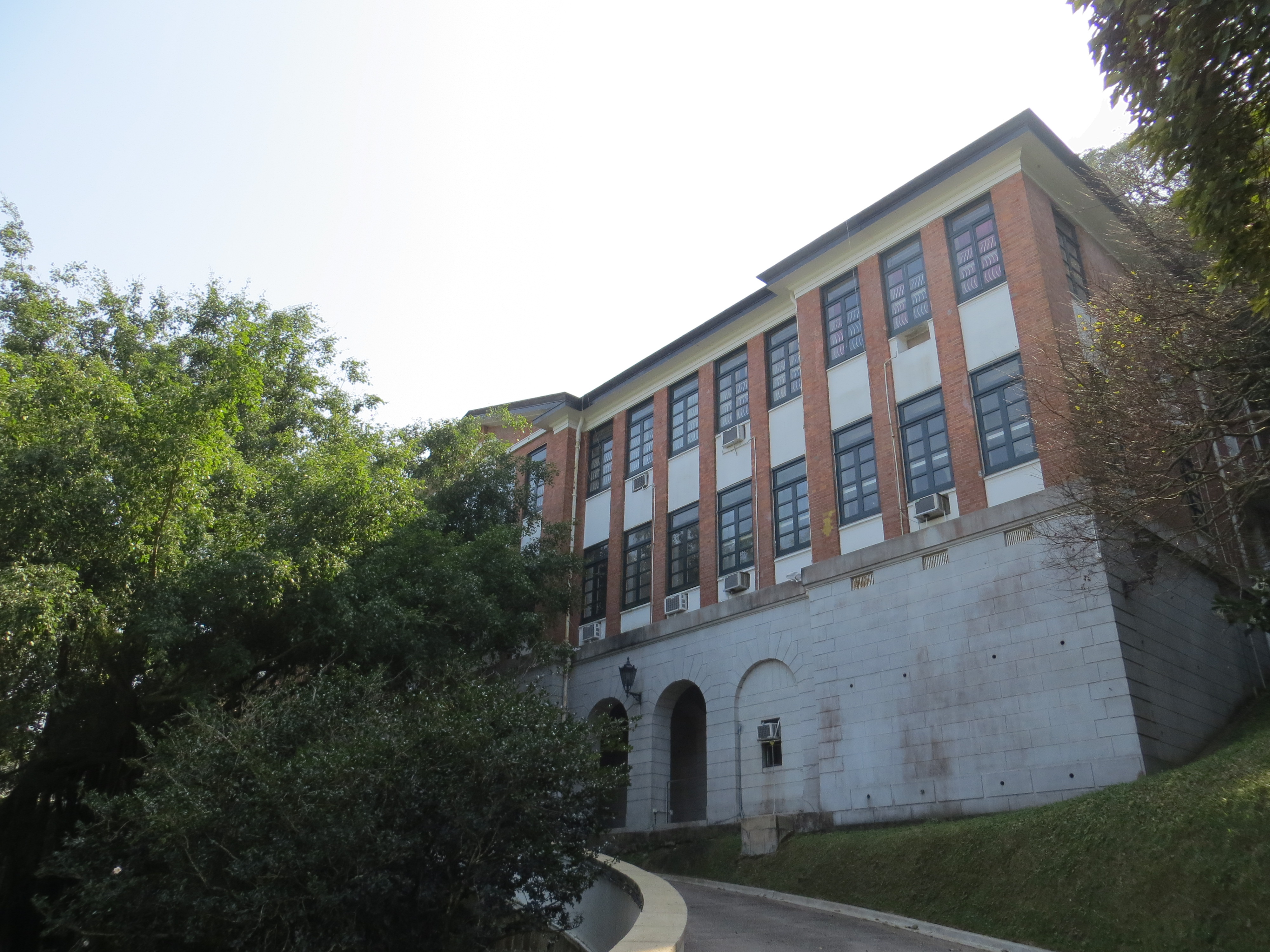
白加道15號政務司司長官邸

- 會獲編配政務司司長官邸，位於香港島白加道15號。
- 坐駕專用車牌是CS，是英語Chief Secretary的簡寫。
- 月薪約為37萬港元。[9]

## 政務司副司長
政務司副司長（英語： Deputy Chief Secretary for Administration，縮寫為）是政務司司長的副手，地位僅次於三位司長的高級主要官員。其支援部門為政务司副司長辦公室，由行政長官提名，報中華人民共和國國務院任命。
政務司副司長現屬行政會議官守成員，在政務司司長因外訪及休假缺勤期間會署理其職務。在政務司副司長因外訪及休假缺勤期間由年資最長的決策局局長署理副司長職務，政務司副司長未設立之前，通常由年長的局長署理其職務。

### 職責
- 協助政務司司長督導轄下的九個決策局，以及協調跨決策局及部門的政策制訂和推行
- 按行政長官及政務司司長的指示，統籌、協調或處理指定的政策範疇和特定項目
- 負責聯繫立法會及其他持份者聽取意見，以及向他們、公眾和傳媒解釋政策
- 行使行政長官或政務司司長授予或法例賦予的相關法定權力[10]

### 香港英治時期

#### 副布政司（1985－1989）
| 任 |  | 姓名   | 任期                         | 香港總督    |
| 1  |  | 施恪   | 1985年6月10日－1987年3月22日 | 尤德 衛奕信 |
| 2  |  | 陳祖澤 | 1987年3月23日－1989年2月28日 | 衛奕信      |

### 香港特區時期

#### 政務司副司長（2022－）
| 任 | 肖像 | 姓名   | 任期           | 行政長官 |
| 1  |      | 卓永興 | 2022年7月1日－ | 李家超   |

## 歷任政治助理及辦公室官員

### 香港特區時期

#### 司長政治助理
- 張秀麗（2012年11月1日－2013年10月31日）
- 蕭嘉怡（2017年9月1日－2022年4月8日[11]）
- 李惠（2022年7月25日－）

#### 常任秘書長（專責事務）
- 黎高穎怡（2006年6月－2007年8月）協調香港主權移交十周年大型慶祝活動之前期工作

#### 政務司司長私人辦公室專員（特別職務）
- 聶德權（2013年6月－2013年12月）專責人口政策

#### 副司長政治助理
- 葉紹堅（2022年8月29日－）

## 備注
1. ↑  名稱源自中國明清時期的地方官職「承宣布政使司布政使」（布政使司），為一省行政部門首長，清朝時為總督和巡撫的副手。
2. ↑  1992年末任港督彭定康上任後取消所有立法局當然議席。
3. ↑  根據《香港基本法》，香港特別行政區行政會議不設當然成員。
4. ↑  提早退休
5. ↑  辭職並準備參選行政長官，2005年5月25日提出請辭及開始休假。
6. ↑  辭職並準備參選行政長官，2011年9月28日提出請辭及開始休假。
7. ↑  辭職並準備參選行政長官，2017年1月12日提出請辭，1月13日開始休假。
8. ↑  辭職並準備參選行政長官，2022年4月6日提出請辭並開始休假。
9. ↑  由於當屆政府任期剩餘不足三個月，中國國務院沒有再任命新任政務司司長；時任行政長官林鄭月娥稱依循中央政府的決定，不會有署任安排。

## 外部連結
- 政務司司長簡介 （页面存档备份，存于）
- 政務司副司長簡介 （页面存档备份，存于）
- 政務司司長辦公室 （页面存档备份，存于）